# Sant Martí de la Figuera
Sant Martí de la Figuera és l'església parroquial del municipi de la Figuera (Priorat) protegida com a bé cultural d'interès local.

## Descripció
L'edifici és de tres naus i creuer amb cimbori, de planta rectangular amb campanar als peus, de secció quadrada de dos pisos i amb obertura a cada cara. La nau central té tres trams, el primer dels quals és ocupat pel cor, sostingut per una volta de creueria. El temple és cobert per una volta de mig punt amb llunetes que arrenca d'un fris continu. Les naus laterals contenen les capelles, en nombre de dos per costat. La base del cimbori té a cada angle baixos relleus en guix amb les imatges dels quatre evangelistes. L'interior del temple és enguixat i pintat. La façana té un ull de bou i la portalada, en arc de mig punt, és sòbriament decorada, amb una fornícula buida.

## Història
Va ser construït a les darreries del segle xviii. El temple és dels últims a ésser bastit a la comarca dins de l'estil tradicional. Fou renovat a principis del segle XX i durant la Guerra Civil fou desposseït dels seus altars i de la imatge de sant Martí bisbe que hi havia a la fornícula de la façana. Recentment s'han fet obres per aixecar uns arcs votants entre els pilars i els murs, evitant l'esfondrament de la volta central, que amenaçava caure.